# Mussy-sous-Dun
Pour les articles homonymes, voir Mussy et Dun.
Mussy-sous-Dun est une commune française située dans le département de Saône-et-Loire, en région Bourgogne-Franche-Comté.

## Géographie

### Localisation
La commune de Mussy-sous-Dun se situe dans le Sud du département de Saône-et-Loire. À l'est, la limite du département du Rhône n'est qu'à deux kilomètres. Son périmètre long de 15,6 km est de forme quadrangulaire.
Les limites de la commune ne sont que très partiellement naturelles. Au nord cependant elles s’appuient sur la montagne de Dun qu’une excroissance de son territoire lui permet pratiquement d’atteindre (le sommet proprement dit se situe cependant sur la commune de Saint-Racho). De modestes échines perpendiculaires à la ligne de crête de la montagne la séparent de Chassigny à l'ouest et d’Anglure à l'est. Au sud enfin, le renflement du bois de Montloup marque localement la démarcation avec Chauffailles.
Sa superficie de 10 km2  en fait une commune de dimension relativement modeste ; parmi ses voisines seule Anglure-sous-Dun est moins étendue ; Chauffailles, le chef-lieu de canton, s'étend sur plus de 22 km2. La plus grande distance interne est de 4,5 km (du nord-est au sud-ouest).
Mussy est limitrophe de cinq autres communes. C'est avec ses deux voisines occidentale Chassigny-sous-Dun et orientale Anglure-sous-Dun qu'elle est le plus étroitement soudée partageant avec elles des limites respectivement de 3,87 et de 4,1 km. Au nord, elle confine avec Varennes-sous-Dun sur 2,96 km et avec Saint-Racho sur 2,1 km. Dans le coin sud-est de son territoire, Mussy-sous-Dun touche à La Chapelle-sous-Dun par un quatripoint.
|                    | Varennes-sous-Dun | Saint-Racho      |
| Chassigny-sous-Dun | Mussy-sous-Dun    | Anglure-sous-Dun |
|                    | Chauffailles      |                  |

### Géologie et relief
Le relief de la commune de Mussy est à peu près entièrement modelé dans les terrains cristallins du socle auquel appartiennent les monts du Beaujolais, parcourus de quelques failles d'orientation armoricaine ou méridienne. Il s'agit pour l'essentiel de différents faciès du granite avec une forte dominante du granite porphyritique avec des inclusions très localisées de roches volcaniques. La vallée de la rivière de Mussy est quant à elle tapissée d'alluvions récentes.
Le territoire de Mussy se trouve au contact de deux régions naturelles, à l'ouest des monts du Beaujolais (pour l'essentiel dans le département du Rhône) et à l'est du Brionnais (en Saône-et-Loire) mais elle relève de la zone d'attraction de la ville de Roanne dans le département de la Loire. L'inclinaison générale du territoire communal de Mussy est double. En conformité avec la pente de l'ensemble de la région, les altitudes diminuent d'est en ouest ce dont témoigne notamment la direction de la Rivière de Mussy qui orientée dans ce sens traverse toute la commune. C'est à l'aval de ce cours d'eau que se rencontre le point le plus bas du territoire, 338 m. Pourtant la dénivelée la plus importante se constate du nord au sud. Sur les confins orientaux de la commune, on passe ainsi de 696 m à proximité du sommet de la montagne de Dun à 366 m sur les berges de la rivière.
Le schéma structural de la commune résulte surtout de cette seconde caractéristique ; en effet la rivière de Mussy détermine l'existence de deux versants de dimension très différente. Traversant la partie sud du territoire communal elle laisse sur sa rive gauche une surface de dimension réduite (un peu moins de 2 km2) et sur sa rive droite un vaste plan incliné (un peu plus de 8 km2). Celui-ci s'étend sur le versant sud de la montagne de Dun dont le sommet (sur la commune de Saint-Racho, à 100 m seulement de la limite nord de Mussy) atteint 721 m d'altitude. Il s'agit d'un môle avancé vers l'ouest des monts du Beaujolais, gros promontoire boisé dominant toute la région et visible de plusieurs dizaines de kilomètres à la ronde. Du fait de ruptures de pente, ce plan incliné n'est pas uniforme : entre le point culminant près du sommet et le hameau de la Borcelle, la pente est très forte, autour de 30 % ; entre le lieu-dit Dunet et le bourg de Mussy, la pente s'apaise considérablement, voisine de 8 % ; enfin entre le bourg et le talweg de la rivière elle s'accentue de nouveau, à plus de 15 %.
Le plan incliné qui occupe la petite partie méridionale de la commune correspond au versant nord de l'interfluve qui sépare la rivière de Mussy du Botoret, la rivière de Chauffailles. Cet interfluve est occupé dans le sud-est de la commune par le fort bombement, celui du bois de Montloup qui culmine à 535 m d'altitude tandis qu'au sud-ouest s'étend une surface surbaissée qui se tient au-dessous de 400 m. Entre le sommet du bois de Montloup et le cours de la rivière la pente est forte, proche de 20 %. Au-dessous du bourg de Mussy se place un étranglement de la vallée que la voie ferrée franchit par un viaduc spectaculaire.
L'altitude moyenne de la commune est de 470 mètres.

### Hydrographie

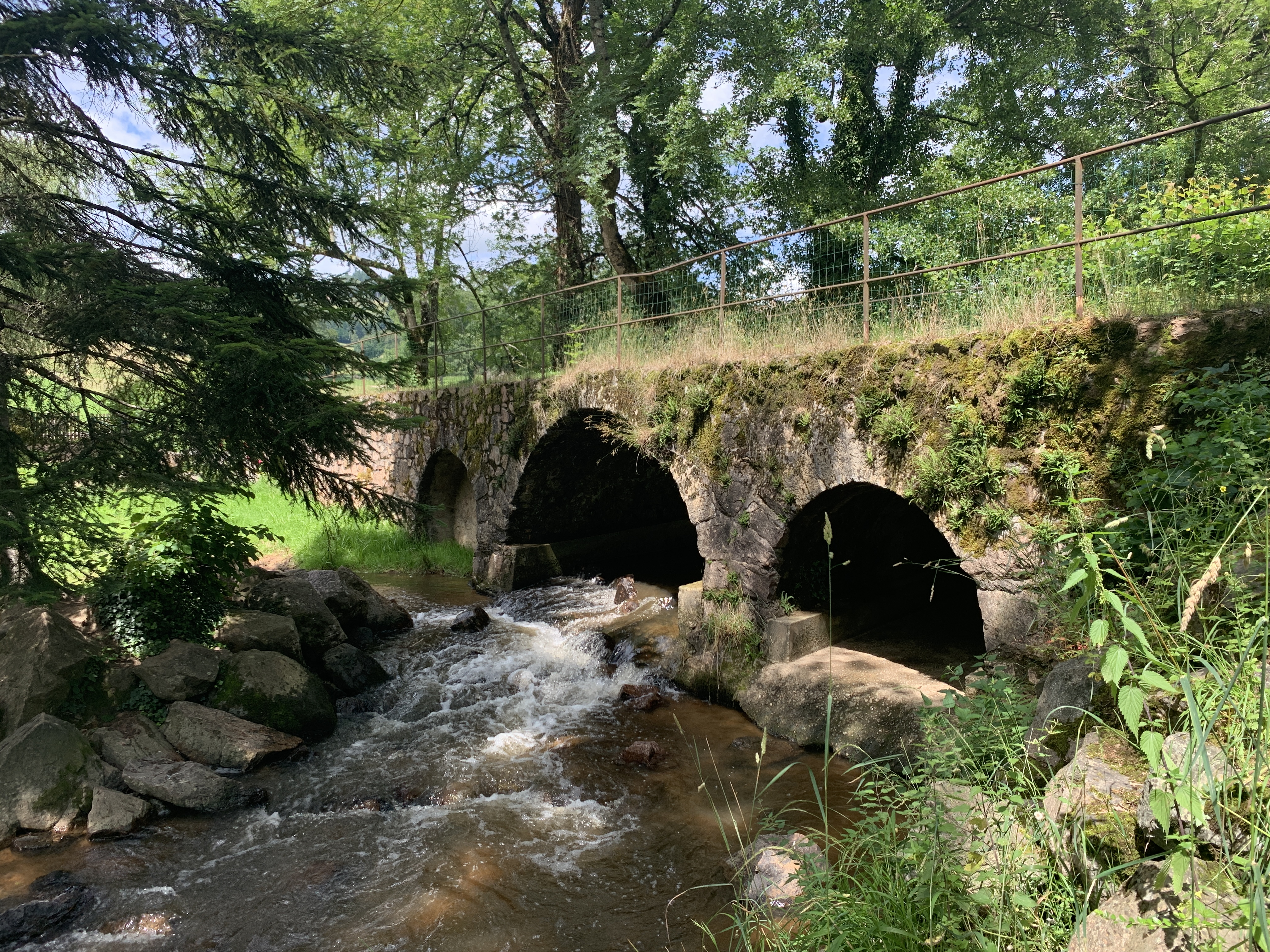
La rivière de Mussy.

L'hydrographie de la commune de Mussy est exclusivement représentée par la rivière éponyme (nommée ruisseau de Mousset ou l'Oiselière dans la partie supérieure de son cours) qui la traverse d'est en ouest sur un peu plus de 3 km passant d'une altitude de 366 à son entrée dans la commune à 340 m à sa sortie, soit une pente à peine supérieure à 1 %. La vallée du Mussy étroite et encaissée dans la partie orientale de la commune s'évase largement dans la partie occidentale. Le débit de la rivière est relativement modeste ; à la sortie de la commune, à la limite avec Chassigny, il a été mesuré à 49,5 l/s. en juillet 2005, l'étiage quinquennal étant évalué à 28 l/s.

### Climat
Pour des articles plus généraux, voir Climat de la Bourgogne-Franche-Comté et Climat de Saône-et-Loire.
En 2010, le climat de la commune est de type climat océanique dégradé des plaines du Centre et du Nord, selon une étude du Centre national de la recherche scientifique s'appuyant sur une série de données couvrant la période 1971-2000. En 2020, Météo-France publie une typologie des climats de la France métropolitaine dans laquelle la commune est exposée à un climat de montagne ou de marges de montagne et est dans la région climatique Centre et contreforts nord du Massif Central, caractérisée par un air sec en été et un bon ensoleillement.
Pour la période 1971-2000, la température annuelle moyenne est de 10,9 °C, avec une amplitude thermique annuelle de 16,3 °C. Le cumul annuel moyen de précipitations est de 969 mm, avec 11,8 jours de précipitations en janvier et 7,9 jours en juillet. Pour la période 1991-2020, la température moyenne annuelle observée sur la station météorologique de Météo-France la plus proche, « Matour_sapc », sur la commune de Matour à 14 km à vol d'oiseau, est de 11,0 °C et le cumul annuel moyen de précipitations est de 1 029,8 mm. 
La température maximale relevée sur cette station est de 39 °C, atteinte le 24 juillet 2019 ; la température minimale est de −16,4 °C, atteinte le 5 février 2012,,.
Les paramètres climatiques de la commune ont été estimés pour le milieu du siècle (2041-2070) selon différents scénarios d'émission de gaz à effet de serre à partir des nouvelles projections climatiques de référence DRIAS-2020. Ils sont consultables sur un site dédié publié par Météo-France en novembre 2022.

### Milieux naturels et biodiversité
Le taux de boisement de la commune est un peu supérieur à 20 % (219 ha en forêt sur les 1 000 ha de l'ensemble municipal) ce qui constitue un niveau intermédiaire entre le faible boisement des communes des basses collines de l'ouest de la région (10 % chez sa voisine occidentale Chassigny-sous-Dun) et celui, nettement supérieur, des communes plus engagées dans la montagne beaujolaise (38 % chez sa voisine orientale Anglure-sous-Dun). Les placages forestiers les plus importants, plantés en conifères, se rencontrent au nord sur les flancs de la montagne de Dun et au sud dans le secteur du bois de Montloup.

## Urbanisme
Mussy-sous-Dun subit fortement l'influence de l'importante métropole lyonnaise, extérieure à la région à laquelle appartient la commune mais éloignée de 84 km seulement par la route (Dijon se trouve à 167 km), tandis que Mâcon, chef-lieu du département de Saône-et-Loire mais de taille modeste est assez peu attractif en dehors du domaine administratif comme d'ailleurs la petite ville de Charolles chef-lieu de son arrondissement. Du point de vue humain et économique, la commune relève de la zone d'attraction de la ville de Roanne dont seuls 36 km la séparent. Sur un plan plus local Mussy est dans l'orbite de Chauffailles son chef-lieu de canton et siège de la communauté de communes « La Clayette-Chauffailles en Brionnais » à laquelle appartient Mussy.

### Typologie
Au 1er janvier 2024, Mussy-sous-Dun est catégorisée commune rurale à habitat très dispersé, selon la nouvelle grille communale de densité à sept niveaux définie par l'Insee en 2022.
Elle est située hors unité urbaine. Par ailleurs la commune fait partie de l'aire d'attraction de Chauffailles, dont elle est une commune de la couronne,. Cette aire, qui regroupe 9 communes, est catégorisée dans les aires de moins de 50 000 habitants,.

### Occupation des sols
L'occupation des sols de la commune, telle qu'elle ressort de la base de données européenne d’occupation biophysique des sols Corine Land Cover (CLC), est marquée par l'importance des territoires agricoles (74,9 % en 2018), une proportion identique à celle de 1990 (74,9 %). La répartition détaillée en 2018 est la suivante : prairies (66,3 %), forêts (25,1 %), zones agricoles hétérogènes (8,7 %). L'évolution de l’occupation des sols de la commune et de ses infrastructures peut être observée sur les différentes représentations cartographiques du territoire : la carte de Cassini (XVIIIe siècle), la carte d'état-major (1820-1866) et les cartes ou photos aériennes de l'IGN pour la période actuelle (1950 à aujourd'hui).

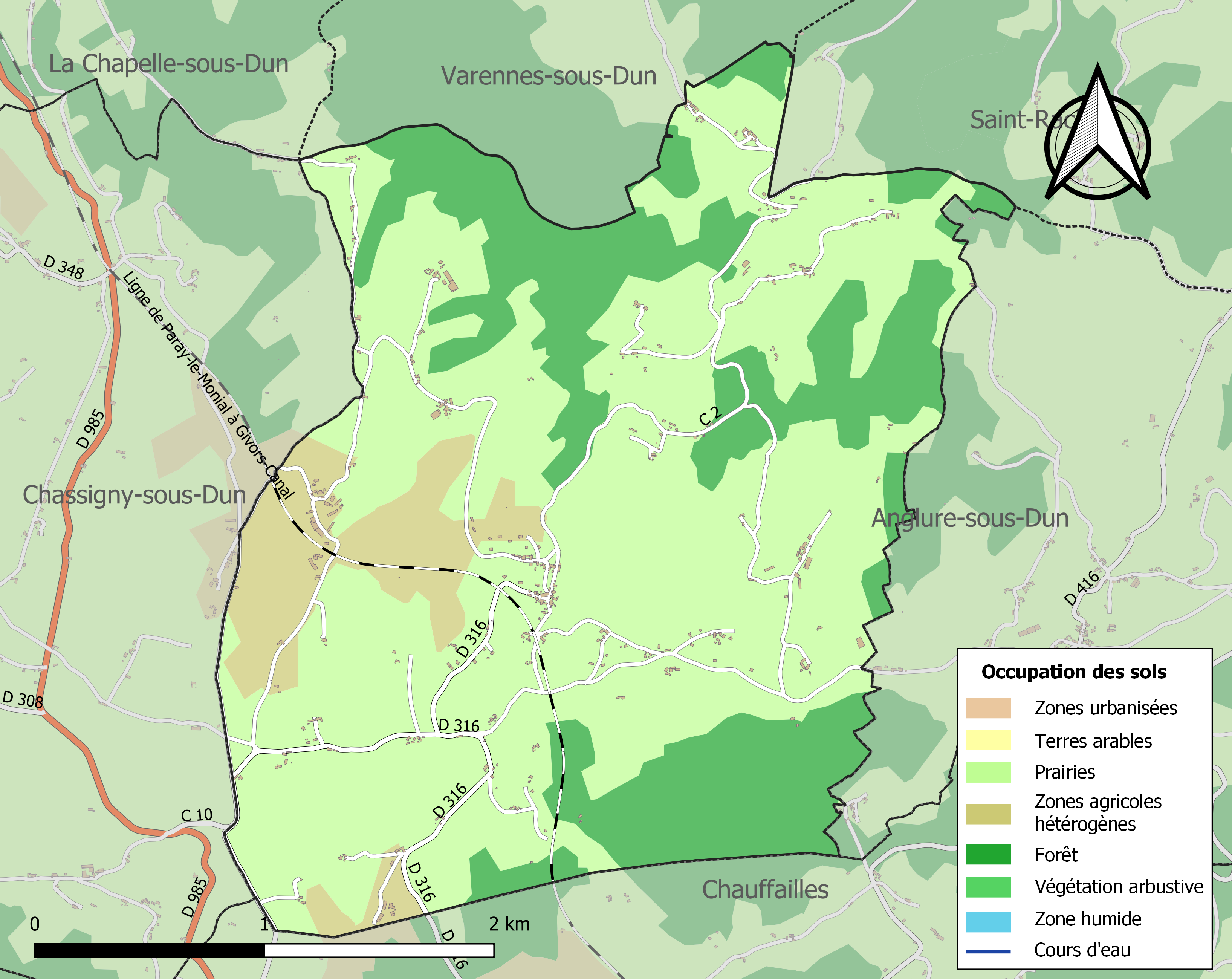
Carte des infrastructures et de l'occupation des sols de la commune en 2018 (CLC).

### Lieux-dits, hameaux et écarts
Le domaine naturel des hautes collines du Roannais auquel appartient Mussy participe du paysage de demi-bocage qui caractérise la région entière. L'habitat y est dispersé, le bourg ne rassemble qu'une part restreinte de la population (un quart environ dans le cas de Mussy) et les écarts sont nombreux dont quelques-uns ont rang de hameaux : la Borcelle, les Forestiers, les Trouillets, les Cadolles, le Mont et la Combe étagés sur les pentes de la montagne de Dun.
Un certain nombre de lieu-dits groupent seulement quelques maisons : Dreuillien, Dunet, le Vignaud, le Ry, l'Aye, Pierre Chèvre, les Fontaines, les Terres, le Fournay, la Vigne, la Terre des Vignes, la Pierre Aigue, la Seigne, les Bois Ramés, les Murgers, les Branlards, les Bajards, les Vismats, le Pont Chevalier et au sud de la rivière le Ragin, la Roche Coupée et les Murs. La Roche et les Mathys constituent de leur côté de véritables faubourgs ou quartiers du bourg.

### Habitat et logement
En 2018, le nombre total de logements dans la commune était de 207, alors qu'il était de 198 en 2013 et de 197 en 2008.
Parmi ces logements, 77,3 % étaient des résidences principales, 15,5 % des résidences secondaires et 7,2 % des logements vacants. Ces logements étaient pour 92,8 % d'entre eux des maisons individuelles et pour 6,8 % des appartements.
Le tableau ci-dessous présente la typologie des logements à Mussy-sous-Dun en 2018 en comparaison avec celle de Saône-et-Loire et de la France entière. Une caractéristique marquante du parc de logements est ainsi une proportion de résidences secondaires et logements occasionnels (15,5 %) supérieure à celle du département (7,5 %) et à celle de la France entière (9,7 %). Concernant le statut d'occupation de ces logements, 81,9 % des habitants de la commune sont propriétaires de leur logement (82,8 % en 2013), contre 64,1 % pour la Saône-et-Loire et 57,5 % pour la France entière.
| Typologie                                               | Mussy-sous-Dun | Saône-et-Loire | France entière |
| ------------------------------------------------------- | -------------- | -------------- | -------------- |
| Résidences principales (en %)                           | 77,3           | 82,2           | 82,1           |
| Résidences secondaires et logements occasionnels (en %) | 15,5           | 7,5            | 9,7            |
| Logements vacants (en %)                                | 7,2            | 10,3           | 8,2            |

### Voies de communication et transports
Seule route départementale desservant la commune, la D 316 constitue pour Mussy un cordon ombilical qui relie le bourg à Chauffailles le chef-lieu de canton distant d'un peu plus de 4 km dont la moitié sur le territoire municipal. Il n'en reste pas moins qu'un réseau de chemins asphaltés analogues à des routes sillonnent la commune reliant le bourg aux communes voisines Anglure-sous-Dun, Saint-Racho, Chassigny-sous-Dun, La Chapelle-sous-Dun. Mussy paraît d'autant moins à l'écart des voies de communication qu'une route très passante, la D 985, frôle le territoire municipal à 50 m près à l'ouest ; il s'agit d'une liaison essentielle entre la vallée du Rhône et celle de la Loire par Chauffailles et La Clayette ; elle est facilement accessible à partir du bourg de Mussy en moins de 3 km par un chemin asphalté.

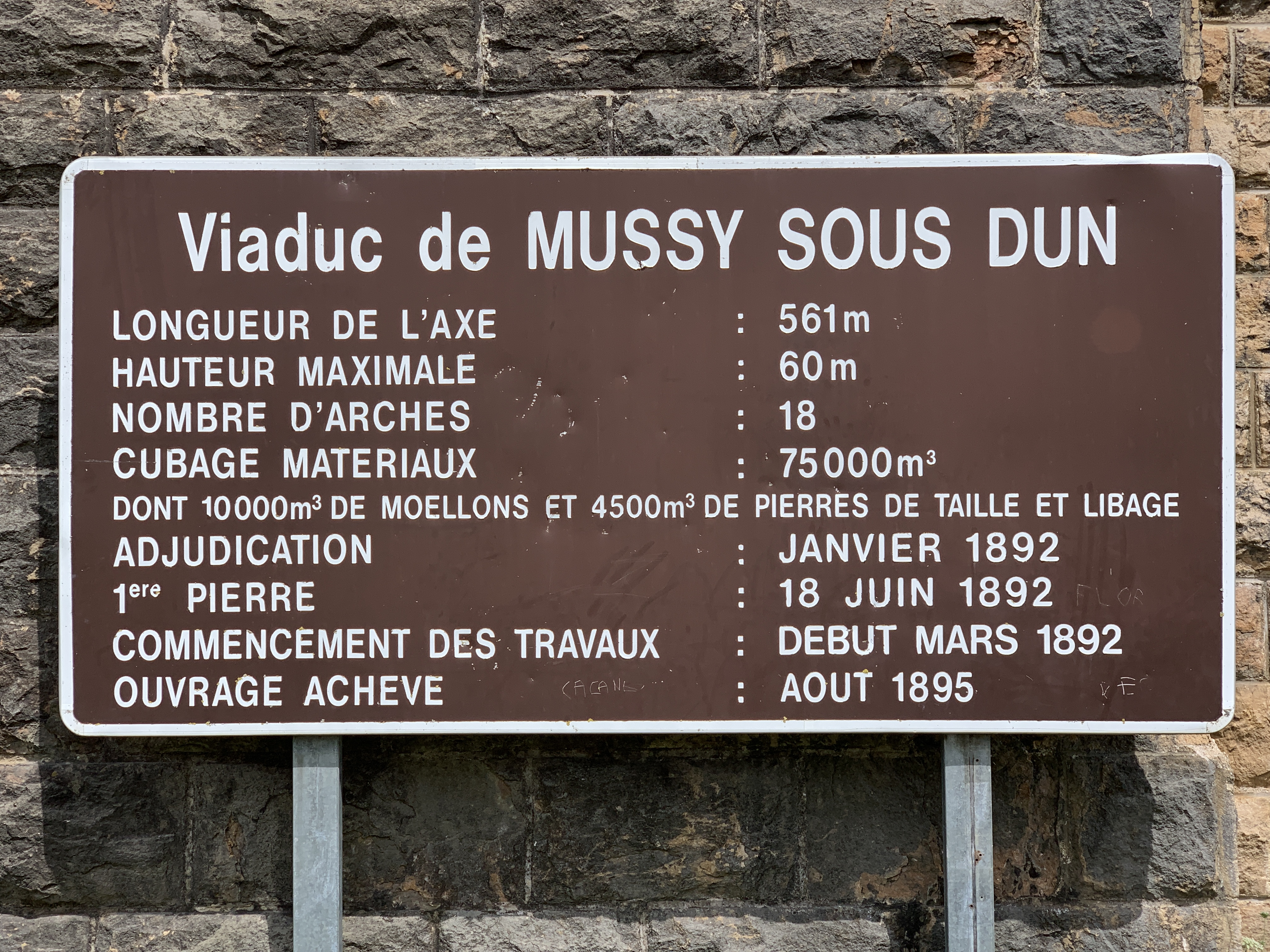
Panneau d'information du viaduc.

Un autre type de voie de communication est représenté sur le territoire de Mussy par la voie ferrée. La commune est en effet traversée sur 2,5 km dans son angle sud-ouest par la ligne de Paray-le-Monial à Givors-Canal. Tracée à l'extrême fin du XIXe siècle en tant qu'ouvrage stratégique pour doubler les lignes directes de Lyon à Paris, elle passe de tunnels en viaducs à travers les reliefs accidentés des monts du Beaujolais par la vallée d'Azergues pour rejoindre la vallée de la Loire aux portes du Nivernais. Elle a donné lieu à la construction sur la commune d'un magnifique ouvrage d'art, le viaduc de Mussy (18 arches de 25 m d'ouverture, longueur 561 mètres, hauteur 60 mètres), classé monument historique. Les convois - de voyageurs mais surtout de marchandises - venant de Chauffailles surgissent des hauteurs du bois de Montloup, franchissent sur le viaduc la vallée de la rivière de Mussy, défilent aux portes-mêmes du village pour s’enfoncer tout aussitôt dans un court souterrain avant de s'engager en tranchées dans le secteur du lieu-dit le Mont. Si par son tracé la ligne reste quelque peu étrangère à la commune son utilité pour la desserte de la population est primordiale grâce à la gare de Chauffailles distante de 4 km seulement du bourg de Mussy. Pour avoir accès au TGV on peut de Mussy se rendre soit à Lyon soit à Mâcon à 57 km soit, en direction de Paris à la gare de Montchanin - Le Creusot à 116 km de la commune. L'aéroport de Lyon-Saint-Exupéry est quant à lui distant de 116 km de Mussy.

## Histoire
La commune, instituée par la Révolution française, voit son territoire réduit en 1869 par la création de celle d'Anglure-sous-Dun.

## Politique et administration

### Rattachements administratifs et électoraux

#### Rattachements administratifs
La commune se trouve dans l'arrondissement de Charolles du département de Saône-et-Loire.
Elle faisait partie depuis 1793 du canton de Chauffailles. Dans le cadre du redécoupage cantonal de 2014 en France, cette circonscription administrative territoriale a disparu, et le canton n'est plus qu'une circonscription électorale.

#### Rattachements électoraux
Pour les élections départementales, la commune fait partie depuis 2014 d'un nouveau  canton de Chauffailles, porté de 11 à 39 communes.
Pour l'élection des députés, elle fait partie de la deuxième circonscription de Saône-et-Loire.

### Intercommunalité
Mussy-sous-Dun était membre de la petite  communauté de communes du Sud Brionnais, un établissement public de coopération intercommunale (EPCI) à fiscalité propre créé fin 1992 et auquel la commune avait transféré un certain nombre de ses compétences, dans les conditions déterminées par le code général des collectivités territoriales.
Dans le cadre des dispositions de la loi portant nouvelle organisation territoriale de la République du 7 août 2015, qui prévoit que les établissements publics de coopération intercommunale (EPCI) à fiscalité propre doivent avoir un minimum de 15 000 habitants, cette intercommunalité a fusionné avec sa voisine pour former, le 1er janvier 2017, la communauté de communes La Clayette Chauffailles en Brionnais, dont est désormais membre la commune.

### Liste des maires
| Période                                  | Période                        | Identité                      | Étiquette | Qualité                                                                  |
| ---------------------------------------- | ------------------------------ | ----------------------------- | --------- | ------------------------------------------------------------------------ |
| Les données manquantes sont à compléter. |                                |                               |           |                                                                          |
| 1792                                     | 1796                           | Thomas Lacombe                |           |                                                                          |
| 1796                                     | 1799                           | Pierre Dumoulin               |           |                                                                          |
| 1799                                     | 1800                           | Jean Verchere                 |           |                                                                          |
| 1800                                     | 1805                           | Jean Vallonge                 |           |                                                                          |
| 1805                                     | 1816                           | Jean-Marie Corneloup          |           |                                                                          |
| 1816                                     | 1826                           | Benoît Odin                   |           |                                                                          |
| 1826                                     | 1828                           | Jean-Marie Michel             |           |                                                                          |
| 1828                                     | 1830                           | Jean Ballandras               |           |                                                                          |
| 1830                                     | 1840                           | Claude Marie Ducarre          |           |                                                                          |
| 1840                                     | 1843                           | Jean Marie Lacombe            |           |                                                                          |
| 1843                                     | 1846                           | Benoît Odin                   |           |                                                                          |
| 1846                                     | 1860                           | Claude Marie Ducarre          |           |                                                                          |
| 1866                                     | 1870                           | François Colombe Elie Sabatin |           |                                                                          |
| 1870                                     | 1878                           | Benoît Ducarre                |           |                                                                          |
| 1878                                     | 1889                           | Jean-Marie Copier             |           |                                                                          |
| 1889                                     | 1914                           | Claude-Marie Ducarre          |           |                                                                          |
| 1914                                     | 1920                           | Auguste Marie Vaullion        |           |                                                                          |
| 1920                                     | 1934                           | Jean-Marie Desmurger          |           |                                                                          |
| 1934                                     | 1950                           | Pierre Marie Joseph Morin     |           |                                                                          |
| 1950                                     | 1965                           | Joanny Bajard                 |           |                                                                          |
| 1965                                     | 1979                           | Philémon Villier              |           |                                                                          |
| 1979                                     | 1990                           | Jean Henri Grizard            |           |                                                                          |
| 1990                                     | 1995                           | André Dumontet                |           |                                                                          |
| juin 1995                                | mars 2008                      | Roland Puthod                 |           |                                                                          |
| mars 2008                                | avril 2014                     | Jean-Pierre Bonin             |           |                                                                          |
| avril 2014                               | juillet 2022                   | Isabelle Morel                |           | Profession intermédiaire de la santé et du travail social Démissionnaire |
| septembre 2022                           | En cours (au 16 décembre 2022) | Jean-Pierre Bonin             |           | Cadre                                                                    |

## Population et société

### Démographie
L'évolution du nombre d'habitants est connue à travers les recensements de la population effectués dans la commune depuis 1793. Pour les communes de moins de 10 000 habitants, une enquête de recensement portant sur toute la population est réalisée tous les cinq ans, les populations de référence des années intermédiaires étant quant à elles estimées par interpolation ou extrapolation. Pour la commune, le premier recensement exhaustif entrant dans le cadre du nouveau dispositif a été réalisé en 2008.

En 2022, la commune comptait 330 habitants, en évolution de −5,17 % par rapport à 2016 (Saône-et-Loire : −1,06 %, France hors Mayotte : +2,11 %).
| 1793  | 1800  | 1806  | 1821  | 1831  | 1841  | 1846  | 1851  | 1856  |
| ----- | ----- | ----- | ----- | ----- | ----- | ----- | ----- | ----- |
| 1 470 | 1 479 | 1 393 | 1 391 | 1 400 | 1 486 | 1 453 | 1 494 | 1 515 |

| 1861  | 1866  | 1872 | 1876 | 1881 | 1886 | 1891 | 1896 | 1901 |
| ----- | ----- | ---- | ---- | ---- | ---- | ---- | ---- | ---- |
| 1 551 | 1 500 | 881  | 900  | 903  | 892  | 840  | 992  | 772  |

| 1906 | 1911 | 1921 | 1926 | 1931 | 1936 | 1946 | 1954 | 1962 |
| ---- | ---- | ---- | ---- | ---- | ---- | ---- | ---- | ---- |
| 704  | 618  | 526  | 502  | 475  | 450  | 423  | 398  | 354  |

| 1968 | 1975 | 1982 | 1990 | 1999 | 2006 | 2008 | 2013 | 2018 |
| ---- | ---- | ---- | ---- | ---- | ---- | ---- | ---- | ---- |
| 325  | 283  | 303  | 297  | 354  | 370  | 374  | 347  | 349  |

| 2022 | - | - | - | - | - | - | - | - |
| ---- | - | - | - | - | - | - | - | - |
| 330  | - | - | - | - | - | - | - | - |

L'histoire démographique de Mussy-sous-Dun serait semblable à celle de la plupart des communes de la région n'était la partition de son territoire en 1870 lors de la création de la commune d'Anglure-sous-Dun qui l'a privé de 40 % de sa superficie. À cette époque s'amorçait déjà l'exode rural déclenché par le début de la révolution industrielle qui s'apprêtait à drainer vers les villes une partie des populations rurales. Dans le cadre de ce qui fut désormais son territoire municipal le pic démographique fut atteint nettement plus tard, en 1896 avec encore près de 1 000 habitants. Les trois-quarts de siècle qui ont suivi ont été marqués par un fort déclin de la population municipale et en 1975 au moment où s'est placé son étiage il ne restait que 283 personnes à Mussy qui s'était ainsi vidé des deux tiers de ses habitants.
Depuis 1975, l'évolution a été contrastée : une phase longue de croissance a d'abord paru redresser fortement la dépression démographique puisque, en un tiers de siècle, au rythme de 1 % par an, la commune avait vu sa population s'accroître de près de 100 personnes. En revanche la courte période la plus récente a connu un nouveau repli démographique, que l'on observe dans bon nombre d'autres collectivités humaines de la région, très sensible ici puisqu'il s'est déroulé à un rythme de 0,8 % par an. la densité kilométrique, faible en regard de la moyenne régionale, s'établit à 34 hab./km2.

## Économie
La régression de la part prise par l'agriculture par rapport à l'ensemble des activités économiques, phénomène commun aux campagnes de la région n'a pas épargné Mussy. La vocation agricole de la commune se manifeste tout de même encore par le maintien sur son territoire de quelques exploitations. Leur nombre  s'y est certes considérablement réduit au cours des dernières décennies ; il y en avait 34 en 1988, 21 en 2000, 13 en 2010, il en reste  actuellement. On compte ainsi dans la commune une exploitation pour 58 habitants soit une proportion semblable à celle de Chassigny, plus forte qu'à La Chapelle-sous-Dun (1 pour 88 hab.) mais plus faible qu'à Saint-Racho (1 pour 24 hab.). L'agriculture demeure active à Mussy. Tandis qu'en 2010 existaient encore 13 exploitations la concentration qui s'est produite ici comme ailleurs dans les campagnes en a réduit le nombre à 8. Ces 8 exploitations se partagent les 596 hectares de la surface agricole utile de la commune (ce qui représente donc près de 60 % de la surface totale de la commune). Compte tenu du fait que des parcelles sont exploitées, comme ailleurs,  par des agriculteurs extérieurs à la commune on peut estimer à environ 100 ha la dimension moyenne d'une exploitation à Mussy. D'autre part telle ferme qui a son siège à Mussy a établi ses bâtiments d'exploitation à Chassigny.
Les exploitations sont bien réparties sur le territoire municipal depuis le lieudit le Ry au nord jusqu'au lieudit les  Murs au sud en passant par les lieuxdits les Trouillets, les Cadolles, le Mont et le Bourg. Certaines de ces exploitations pratiquent une activité mixte ; l'une d'elles à côté de l'élevage des vaches allaitantes élève des chèvres une autre des volailles.
Aucune activité artisanale n'est plus représentée à Mussy si ce n'est par une scierie aux Branlards. Un gîte rural au lieudit les Bajards, un autre au lieudit Dreuillien, une entreprise de vente d'articles de sport sise à l'Aye, deux activités ingénierie l'une au lieudit les Terres l'autre au lieudit la Borcelle et un négoce de bestiaux aux Cadolles complètent le tableau économique de la commune.

## Culture locale et patrimoine

### Lieux et monuments
- Le viaduc de Mussy-sous-Dun, sur la ligne de Paray-le-Monial à Givors-Canal, est long de 561 mètres et haut de 60 mètres et constitué de 18 arches à plein cintre ayant chacune 25 mètres de diamètre. Achevé en 1895, il a été inscrit au titre des monuments historiques en 1984[25],[26].

Le viaduc
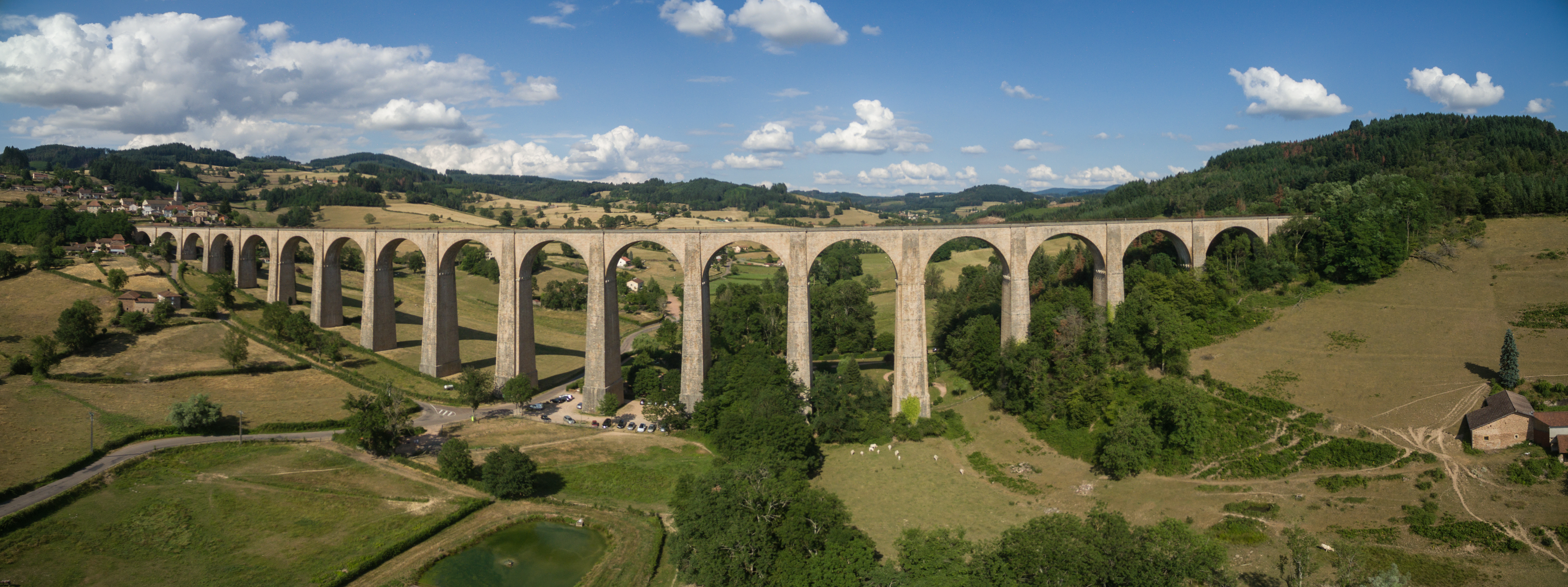
Vue aérienne et panoramique[Note 4].
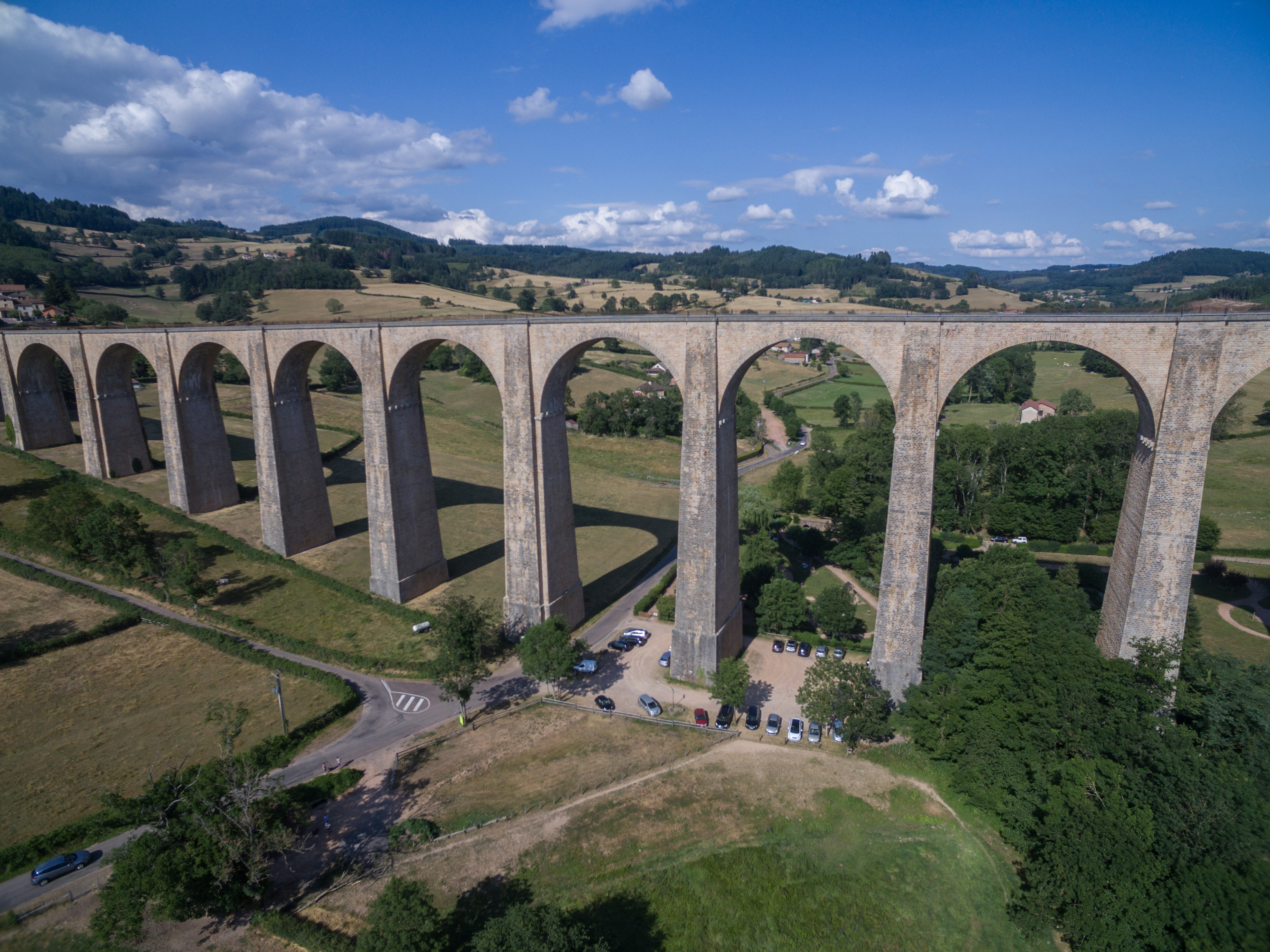
Photo éloignée du tronçon central.
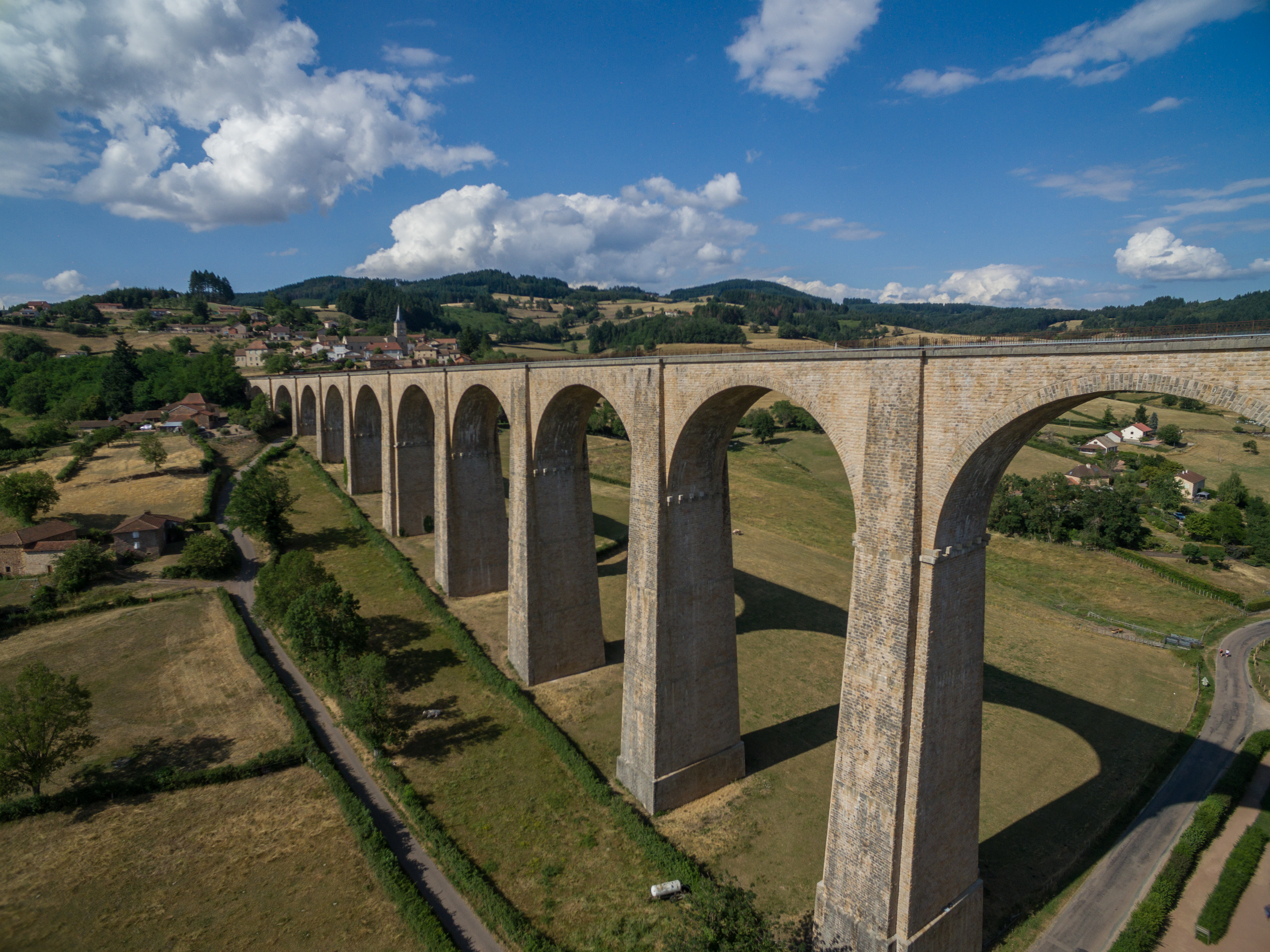

- L'église Saint-Austrégésile, du XIIe siècle et très remaniée au XIXe siècle. Elle était auparavant placée sous les vocables de saint Jacques et saint Philippe[27].

### Personnalités liées à la commune
- Louis Bajard, né à Mussy le 2 février 1903, champion cycliste vainqueur de Lyon-Grenoble-Lyon 1928, du Circuit du Forez (1929). Il termine les Tours de France 1930 (29e) et 1931 (28e).

## Pour approfondir